# Irene Schori
Irene Schori (ur. 4 grudnia 1983) – szwajcarska curlerka. Wielokrotna medalistka mistrzostw świata kobiet i par mieszanych, Europy, uczestniczka igrzysk olimpijskich. W sezonie 2019/2020 jest skipem w drużynie, w której w skład wchodzą także Lara Stocker, Roxanne Heritier i Isabelle Maillard.

## Osiągnięcia

### Igrzyska Olimpijskie
W 2010 roku w Vancouver zajęła czwarte miejsce, był to jej jedyny występ na igrzyskach olimpijskich.

### Mistrzostwa świata
Trzykrotnie brała udział w mistrzostwach świata w curlingu, dwukrotnie zdobywając złoto (2014 i 2016); w 2018 jej drużyna zajęła 8. miejsce.

### Mistrzostwa świata par mieszanych w curlingu
Irene Schori jest dwukrotną mistrzynią świata par mieszanych (2008 i 2009).

### Mistrzostwa Europy
Trzykrotnie wzięła udział w mistrzostwach Europy w curlingu. W 2014 zdobyła złoto, a w 2010 – brąz.